# Rio Picuí
Rio Picuí är ett periodiskt vattendrag i Brasilien. Det ligger i den östra delen av landet, 1 600 km nordost om huvudstaden Brasília.
Omgivningarna runt Rio Picuí är huvudsakligen savann. Runt Rio Picuí är det ganska glesbefolkat, med 32 invånare per kvadratkilometer.